# الصلولة (جبلة)

تعديل مصدري - تعديل

الصلولة هي إحدى قرى عزلة وراف بمديرية جبلة التابعة لمحافظة إب، بلغ تعداد سكانها 848 نسمة حسب تعداد اليمن لعام 2004.